# آلساندرو بیریندلی

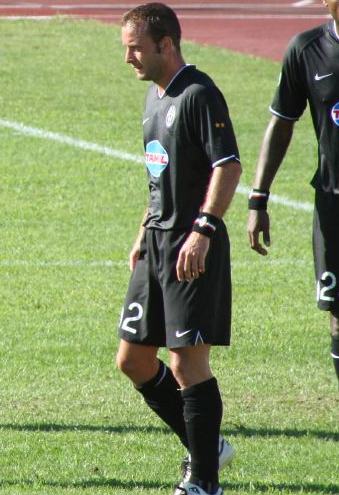
آلساندرو بیریندلی

آلساندرو بیریندلی (به ایتالیایی: Alessandro Birindelli) بازیکن فوتبال و اهل ایتالیا است که از سال ۲۰۰۲ میلادی عضو تیم ملی فوتبال ایتالیا بوده و در ۶ بازی ملی حضور داشته‌است. او در بازی‌های ملی‌اش گلی به ثمر نرساند.
آلساندرو بیریندلی آخرین بازی ملی خود را در سال ۲۰۰۴ میلادی انجام داد.